# Захват Рио-де-Жанейро (1711)
Захват Рио-де-Жанейро (фр. Rio de Janeiro) — совместная операция французского флота и десантных войск под командованием корсара Рене Дюге-Труэна в сентябре 1711 года во время Войны за испанское наследство.
Ровно годом ранее, в сентябре 1710 года, на Рио-де-Жанейро, второй по значимости город португальского вице-королевства Бразилии, уже напал другой французский корсар, Жан-Франсуа Дюклерк. Предприятие провалилось, Дюклерк умер в португальском плену в мае 1711 года. Одной из целей операции Дюге-Труэна было освобождение оставшихся французских пленных и компенсация за позорное поражение в прошлом году. В декабре 1710 года Людовик XIV одобрил план Дюге-Труэна и предоставил ему флот.
Чтобы обмануть британский флот, союзный португальскому, корабли были подготовлены в разных гаванях, оставлены в разное время и снова собраны в море у Ла-Рошели 9 июня 1711 года. С эскадрой из 17 судов, из них 13 линейных кораблей и фрегатов, на борту которых было 738 пушек и 6139 человек, Дюге-Труэн вышел из Бреста и Ла-Рошели.
Несмотря на предупреждение Великобритании в августе, появление французов в гавани Рио 12 сентября стало неожиданностью. Губернатор Франсишку ди Мораиш ди Каштру в августе созвал ополчение и повысил его готовность к бою. Слухи о появлении парусов у мыса Фрио в начале сентября ещё больше усилили тревогу; но затем 11 сентября ополчение было отозвано.
Французская эскадра направилась прямо в залив Рио-де-Жанейро к стоявшим там на якоре семи португальским военным кораблям. Командующий португальским флотом адмирал Гашпар да Кошта ничего не мог сделать, кроме как перерезать якорные канаты в надежде заставить свои корабли двигаться. Три военных корабля сели на мель и были уничтожены самими португальцами, чтобы предотвратить их захват. Четвёртый был захвачен и сожжен французами. Обстрел из фортов, лишенных личного состава после приказа отступить, нанёс некоторый урон французскому флоту, убив около 300 человек, прежде чем корабли вышли из зоны досягаемости.
После трех дней бомбардировки французы высадили 3700 человек, чтобы атаковать город. Губернатор Рио-де-Жанейро Каштру-Мораиш укрепил город после французских атак в предыдущие годы, но оборона была очень слабой и рухнула под французским артиллерийским обстрелом. Несмотря на военный совет 21 сентября, на котором Мораиш приказал защитникам города удерживать позиции, ночью части ополченцев начали дезертировать. Затем началось общее бегство из города. Губернатор тоже сбежал. Именно при таком беспорядке французские пленники экспедиции Дюклерка сбежали из тюрьмы. Город был взят и сожжен.
Только после сообщений о приближении португальских подкреплений из внутренних районов страны и подхода британского флота с моря, получив выкуп, флот Дюге-Труэна вернулся в Брест целым и невредимым с многочисленными захваченными торговыми судами. Годовой доход всей колонии Бразилии попал в руки французов.